# Curtiss SOC Seagull
El Curtiss SOC Seagull fue un hidroavión de flotadores estadounidense, monomotor y de exploración, diseñado por Alexander Solla de la Curtiss-Wright Corporation para la Armada de los Estados Unidos en los años 30 del siglo XX. El avión sirvió en acorazados y cruceros en configuración de hidroavión, siendo lanzado por catapulta y recuperado tras amerizar. Las alas se plegaban hacia atrás contra el fuselaje para ser almacenado a bordo. Cuando estaba basado en tierra o en portaaviones, el flotador único era reemplazado por un tren de aterrizaje fijo de ruedas.
Curtiss entregó 258 aviones SOC, en versiones de la SOC-1 a la SOC-4, comenzando en 1935. El diseño SOC-3 fue la base de la variante Naval Aircraft Factory SON-1, de la que NAF entregó 64 aparatos desde 1940.

## Diseño y desarrollo

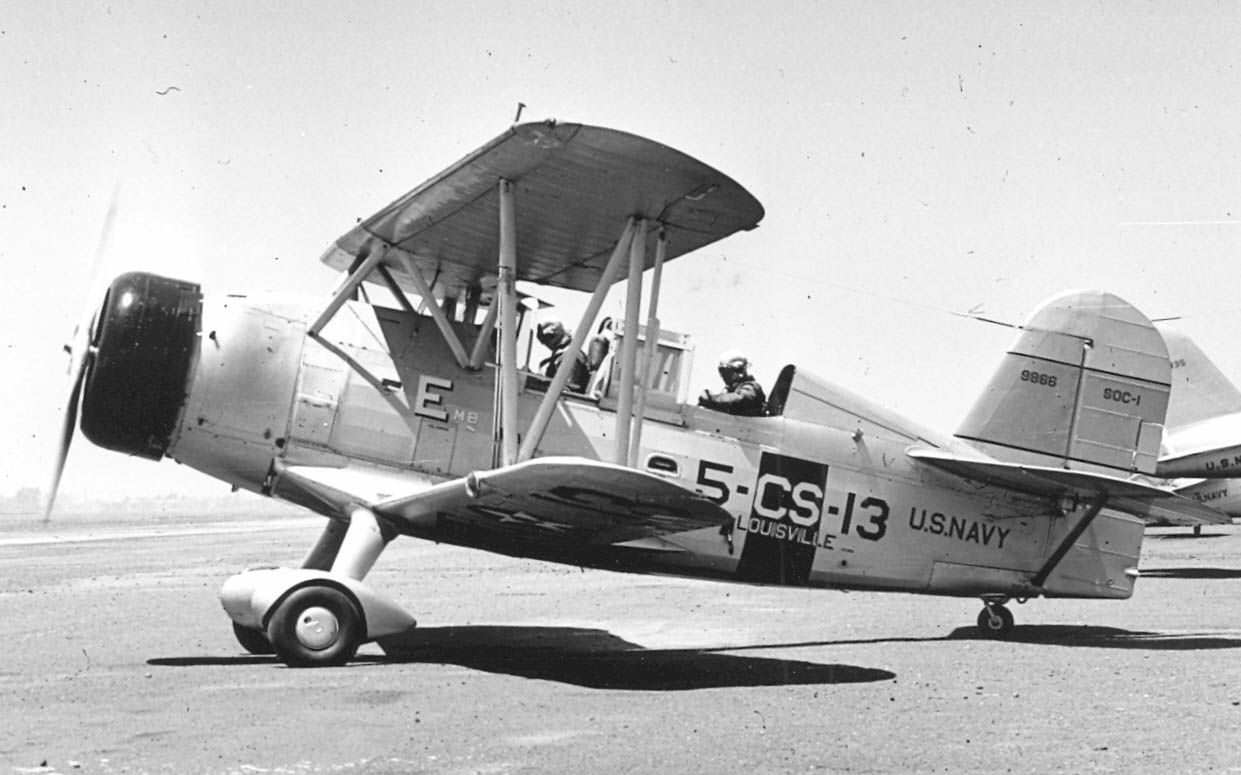
Curtiss SOC-1

El SOC fue ordenado para la producción por la Armada estadounidense en 1933, y entró en servicio en 1935. La primera orden fue por 135 ejemplares del SOC-1, que fue seguida por otra de 40 aparatos SOC-2 para operaciones terrestres y 83 SOC-3. Una variante del SOC-3 fue construida por la Naval Aircraft Factory como SON-1.

## Historia operacional
El primer navío al que fue asignado el SOC fue el crucero ligero USS Marblehead, en noviembre de 1935; hacia el final de la década, el SOC había reemplazado a su predecesor en toda la flota. La producción finalizó en 1938. En 1941, la mayoría de los acorazados habían hecho la transición al Vought OS2U Kingfisher y se esperaba que los cruceros reemplazaran sus avejentados SOC con el SO3C Seamew de tercera generación. Sin embargo, el SO3C tenía un motor falto de potencia y los planes para adoptarlo como reemplazo se abandonaron. El SOC, a pesar a pertenecer a una generación anterior, tuvo que realizar sus misiones de observación armada y de exploración de alcance limitado.
Durante los primeros seis meses de servicio naval, el SOC fue conocido como XO3C-1. La designación fue cambiada a SOC cuando se decidió fusionar sus tareas de exploración y observación. El SOC no fue llamado Seagull hasta 1941, cuando la Armada estadounidense comenzó la adopción generalizada de nombres populares para los aviones, junto a sus designaciones alfanuméricas. Anteriormente se le había dado el nombre "Seagull" a dos aviones civiles de Curtiss, el Model 18 y el Model 25, ambos hidrocanoas Curtiss MF convertidos.
Cuando operaban como hidroaviones, los SOC que regresaban amerizarían en la superficie de mar relativamente en calma del lado protegido del navío, creada al realizar un amplio giro, tras lo que los aviones eran izados de vuelta a la cubierta.
Cuando el SOC fue reemplazado por el OS2U Kingfisher, la mayoría de células supervivientes fue convertida en entrenadores; permanecieron en este uso hasta 1945. Con el fracaso del Curtiss SO3C Seamew, muchos SOC en servicio de segunda línea fueron devueltos a unidades de primera línea a finales de 1943. Entraron en servicio a bordo de buques de guerra en zonas de combate el resto de la Segunda Guerra Mundial. Este es uno de los pocos ejemplos en la historia de la aviación en que el modelo de avión más antiguo, que fue retirado o entró en servicio de segunda línea, reemplazó al modelo más moderno que estaba destinado a sustituirlo.

## Variantes

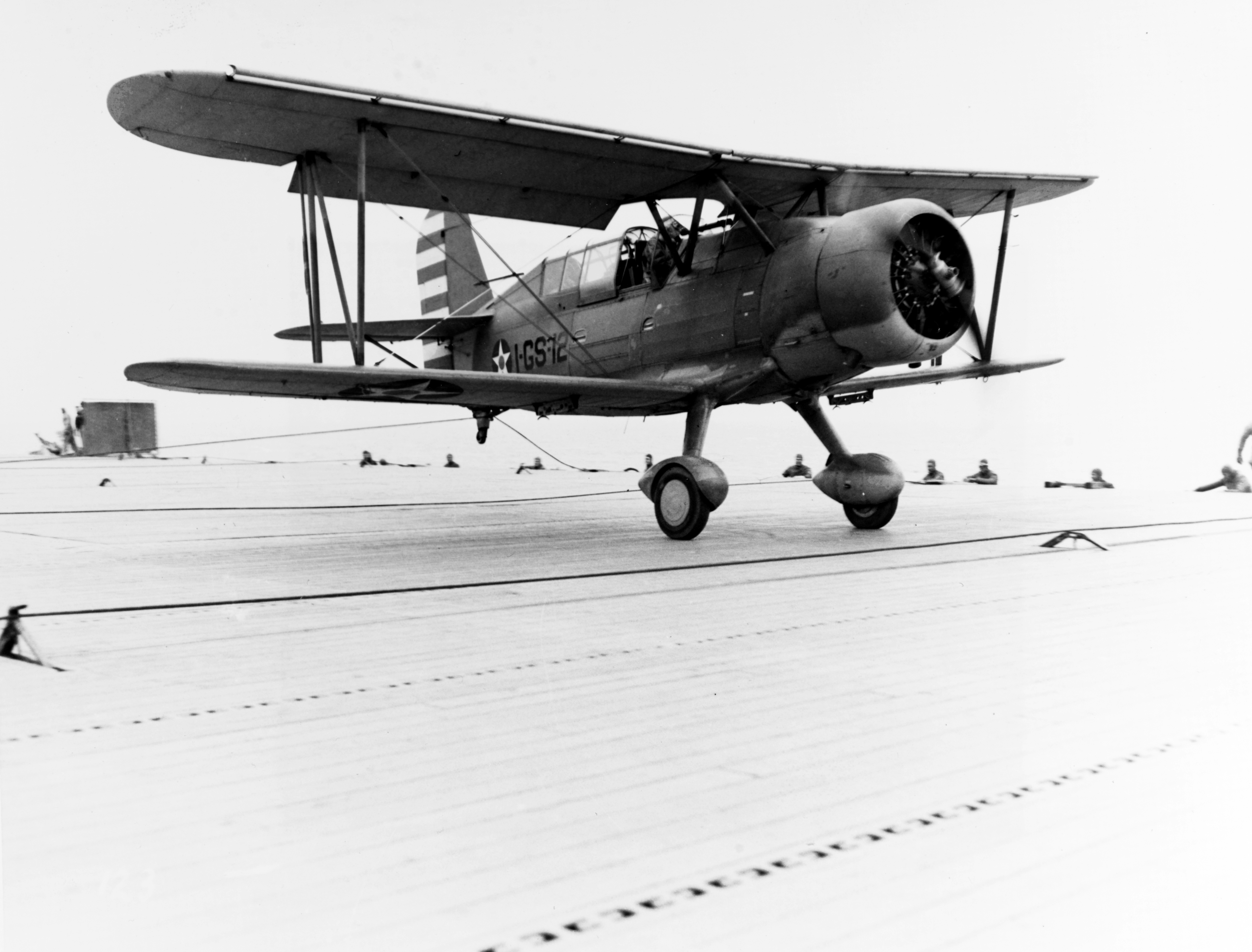
SOC-3A Seagull aponta en el USS Long Island en abril de 1942, celebrando el apontaje número 2000 del portaaviones.

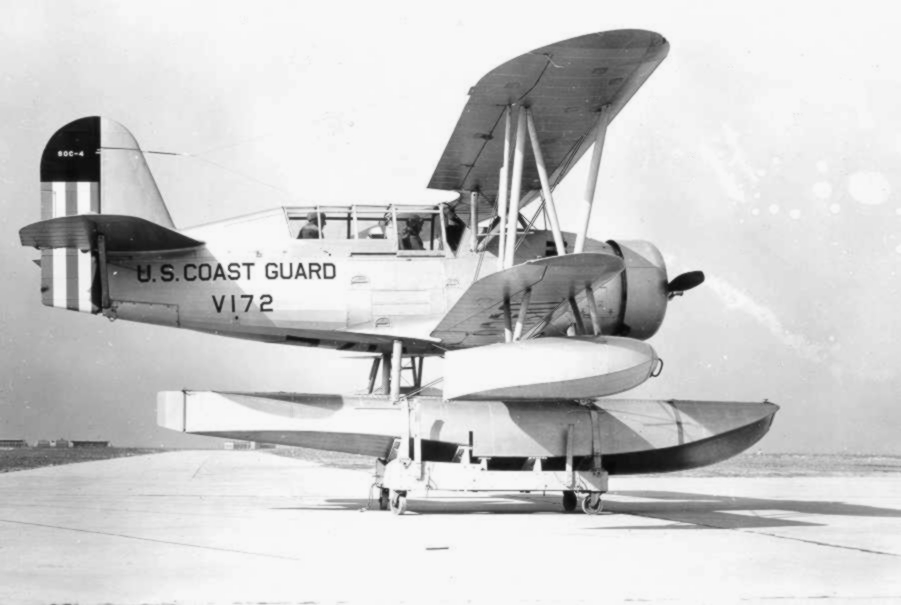
Un SOC-4 de la Guardia Costera de Estados Unidos.

XO3C-1 (Curtiss Model 71)
Prototipo, propulsado por un motor Pratt & Whitney R-1340-12 de 410 kW (550 hp). Uno construido, redesignado XSOC-1 el 23 de marzo de 1935.
SOC-1 (Curtiss Model 71A)
Versión de producción inicial, con motor Pratt & Whitney R-1340-18 de 410 kW (550 hp) bajo cubierta tipo NACA. Tren de aterrizaje intercambiable de flotadores y ruedas. 135 construidos.
SOC-2 (Curtiss Model 71B)
Cambios menores, con motor R-1340-22, 40 construidos. Tren de aterrizaje solo de ruedas.
XSO2C-1 (Curtiss Model 71C)
Versión mejorada. Solo un prototipo, sin producción.
SOC-3 (Curtiss Model 71E)
Similar al SOC-2, pero con tren de aterrizaje intercambiable. 83 ejemplares construidos por Curtiss como SOC-3, con 64 más construidos por la Naval Aircraft Factory como SON-1.
SOC-3A
Todos los SOC-4 fueron transferidos a la Armada estadounidense en 1942 (BuNo 48243, 48244, 48245, respectivamente), que los modificó al estándar SOC-3A, significando la adición de un dispositivo de gancho de detención.
SOC-4 (Curtiss Model 71F)
La Guardia Costera de los Estados Unidos adquirió los tres últimos SOC-3 Seagull producidos por Curtiss en 1938, y fueron designados como SOC-4. Se les asignaron los numerales V171, V172 y V173 de la Guardia Costera.
SO2C
Un ejemplar construido para evaluación, basado en el SOC-3, pero con el fuselaje alargado 1,52 m y propulsado por un R-1340-35.
SON-1
Aviones SOC-3 producidos por la Naval Aircraft Factory, 64 construidos.

## Operadores
Estados Unidos
- Armada de los Estados Unidos
- Cuerpo de Marines de los Estados Unidos[13]
- Guardia Costera de Estados Unidos[14]

## Especificaciones (SOC-1 de flotadores)
Referencia datos: War Planes of the Second World War, Volume Six: Floatplanes

### Características generales
- Tripulación: Dos (piloto y observador)
- Longitud: 9,58 m
- Envergadura: 10,97 m
- Altura: 4,50 m
- Superficie alar: 31,8 m2
- Perfil alar: superior: NACA 0010; inferior: NACA 2212[16]
- Peso vacío: 1718 kg
- Peso cargado: 2466 kg
- Planta motriz: 1× motor radial de nueve cilindros refrigerado por aire Pratt & Whitney R-1340-18.
  - Potencia: 450 kW (600 hp)

### Rendimiento
- Velocidad máxima operativa (Vno): 266 km/h a 1500 m (5000 pies)
- Velocidad crucero (Vc): 214 km/h
- Velocidad de entrada en pérdida (Vs): 90,0 km/h[13]
- Alcance: 1086 km a 1500 m (5000 pies)
- Techo de vuelo: 4500 m (14 900 pies)
- Régimen de ascenso: 4,65 m/s (915 pies/min)[12]

### Armamento
- Ametralladoras: 

  - 1x Browning M2 AN de 7,62 mm fija de fuego frontal
  - 1x Browning M2 AN de 7,62 mm flexible de fuego trasero
- Bombas: 295 kg

### Desarrollos relacionados
- Curtiss SO3C Seamew

### Aeronaves similares
- Douglas O2D
- Fairey Seafox
- Grumman J2F Duck
- Heinkel He 114
- Mitsubishi F1M
- Potez 452
- Vought O5U

### Secuencias de designación
- Secuencia Numérica (interna de Curtiss): ← 68 - 69 - 70 - 71 - 72 - 73 - 75 (I, P, S) →
- Secuencia O_C (Aviones de Observación de la Armada estadounidense, 1922-1962 (Curtiss, 1922-1962)): OC - O2C - O3C
- Secuencia SO_C (Exploradores de observación de la Armada estadounidense, 1934-1946 (Curtiss, 1922-1962)): SOC - SO2C - SO3C
- Secuencia SO_N (Exploradores de observación de la Armada estadounidense, 1934-1946 (Naval Aircraft Factory, 1922-1962)): SON

### Listas relacionadas
- Anexo:Aeronaves militares de los Estados Unidos (navales)
- Anexo:Aeronaves militares utilizadas en la Segunda Guerra Mundial